# Ricardo Goulart
Ricardo Goulart Pereira, né le 5 juin 1991 à São José dos Campos, est un footballeur international brésilien. Il évolue actuellement au poste d'attaquant de soutien au EC Bahia.
En juin 2019, pour son retour en Chine après avoir passé quelques mois au club brésilien de Palmeiras, il est naturalisé chinois.

## Biographie

### Carrière en club

#### Genèse dans le championnat brésilien (2009-2015)
Ricardo commence sa carrière au Esporte Clube Santo André. il y jouera jusque 2012 après avoir été prêté au Sport Club Internacional. En 2012, il rejoint le Goiás Esporte Clube où il jouera 2 saisons. Il y deviendra un bon joueur du championnat brésilien en marquant 25 buts en 63 matchs. Ses performances lui permettront de rejoindre le club de Cruzeiro où il reste 2 saisons là aussi et continue sur sa lancée. 
Exil en Chine (2015- )

#### Guangzhou Evergrande (depuis 2015)
Le 13 janvier 2015, il s'engage avec le Guangzhou Evergrande pour quinze millions. Le joueur remporte dans le club chinois une Ligue des Champions et 4 championnats nationaux. 
En 2019, il rejoint en prêt le club de Sociedade Esportiva Palmeiras. Cependant, le projet tourne court et le joueur ne marque qu'a seul but en n'ayant joué 4 matchs (sans n'avoir dépassé 200 minutes de jeu globales). Pour son retour en Chine en juin 2019, il est naturalisé mais doit rejoindre la réserve de son club du Guangzhou Evergrande Taobao Football Club, club dont il est le meilleur buteur de l'histoire. 

### Sélection
Le 19 août 2014, il est appelé en Équipe du Brésil pour affronter la Colombie et l'Équateur.

## Statistiques
| Saison                | Club                    | Championnat           | Championnat | Championnat | Coupe(s) nationale(s) | Coupe(s) nationale(s) | Supercoupe | Supercoupe | Compétition(s) continentale(s) | Compétition(s) continentale(s) | Compétition(s) continentale(s) | Ligue régionale | Ligue régionale | Coupe du monde des clubs | Coupe du monde des clubs | Total | Total |
| Saison                | Club                    | Division              | M.          | B.          | M.                    | B.                    | M.         | B.         | Comp.                          | M.                             | B.                             | M.              | B.              | M.                       | B.                       | M.    | B.    |
| 2009                  | EC Santo André          | Série A               | 14          | 1           | -                     | -                     | -          | -          | -                              | -                              | -                              | 12              | 4               | -                        | -                        | 26    | 5     |
| 2010                  | EC Santo André          | Série A               | -           | -           | -                     | -                     | -          | -          | -                              | -                              | -                              | 8               | 1               | -                        | -                        | 8     | 1     |
| Sous-total            | Sous-total              | Sous-total            | 14          | 1           | -                     | -                     | -          | -          | -                              | -                              | -                              | 20              | 5               | -                        | -                        | 34    | 6     |
| 2011                  | SC Internacional (prêt) | Série A               | 10          | 1           | -                     | -                     | -          | -          | CL                             | 1                              | 0                              | 7               | 4               | -                        | -                        | 18    | 5     |
| Sous-total            | Sous-total              | Sous-total            | 10          | 1           | -                     | -                     | -          | -          | -                              | 1                              | 0                              | 7               | 4               | -                        | -                        | 18    | 5     |
| 2012                  | Goiás EC                | Série B               | 34          | 12          | 8                     | 4                     | -          | -          | -                              | -                              | -                              | 21              | 9               | -                        | -                        | 63    | 25    |
| Sous-total            | Sous-total              | Sous-total            | 34          | 12          | 8                     | 4                     | -          | -          | -                              | -                              | -                              | 21              | 9               | -                        | -                        | 63    | 25    |
| 2013                  | Cruzeiro EC             | Série A               | 33          | 10          | 6                     | 1                     | -          | -          | -                              | -                              | -                              | 10              | 3               | -                        | -                        | 49    | 14    |
| 2014                  | Cruzeiro EC             | Série A               | 26          | 15          | 5                     | 0                     | -          | -          | CL                             | 9                              | 4                              | 10              | 1               | -                        | -                        | 50    | 20    |
| Sous-total            | Sous-total              | Sous-total            | 59          | 25          | 11                    | 1                     | -          | -          | -                              | 9                              | 4                              | 20              | 4               | -                        | -                        | 99    | 34    |
| 2015                  | Guangzhou Evergrande    | CSL                   | 27          | 19          | 4                     | 2                     | -          | -          | ACL                            | 14                             | 8                              | -               | -               | 4                        | 0                        | 49    | 29    |
| 2016                  | Guangzhou Evergrande    | CSL                   | 29          | 19          | 7                     | 4                     | 1          | 2          | ACL                            | 6                              | 3                              | -               | -               | -                        | -                        | 43    | 28    |
| 2017                  | Guangzhou Evergrande    | CSL                   | 29          | 20          | 1                     | 0                     | 1          | 0          | ACL                            | 10                             | 7                              | -               | -               | -                        | -                        | 41    | 27    |
| 2018                  | Guangzhou Evergrande    | CSL                   | 18          | 13          | -                     | -                     | 1          | 1          | ACL                            | 8                              | 7                              | -               | -               | -                        | -                        | 27    | 21    |
| Sous-total            | Sous-total              | Sous-total            | 103         | 71          | 8                     | 4                     | 3          | 3          | -                              | 38                             | 25                             | -               | -               | 4                        | 0                        | 156   | 103   |
| Total sur la carrière | Total sur la carrière   | Total sur la carrière | 220         | 110         | 27                    | 9                     | 3          | 3          | -                              | 48                             | 29                             | 68              | 22              | 4                        | 0                        | 370   | 173   |

## Palmarès
compétitions internationales
- Vainqueur de la Recopa Sudamericana en 2011 avec SC Internacional

compétitions nationales
- Champion du Brésil en 2013 et 2014 avec Cruzeiro
- Champion du Brésil de 2e division en 2012 avec Goiás
- Championnat de Chine en 2015, 2016 et 2017 avec Guangzhou Evergrande
- Ligue des champions de l'AFC en 2015 avec Guangzhou Evergrande
- Coupe de Chine en 2016

compétitions régionales
- Champion du Minas Gerais en 2014 avec Cruzeiro
- Champion du Goiás en 2012 avec Goiás
- Champion du Rio Grande do Sul en 2011 avec le SC Internacional

distinctions individuelles
- ballon d'or brésilien en 2014